# Copa Bolivia de Ascenso
La Copa Bolivia categoría ascenso fue una competición oficial organizada por la Asociación Nacional de Fútbol de Bolivia, que se jugó con el objetivo de clasificar a tres equipos al Nacional B. Fue jugado por los equipos subcampeones de las nueve asociaciones departamentales, el subcampeón del Torneo Interprovincial y 2 equipos en su condición de invitados.

## Historia
El torneo fue creado por la Asociación Nacional de Fútbol de Bolivia (ANF) de carácter amateur, para que los segundos de las asociaciones tuvieran una oportunidad más para clasificarse a la Copa Simón Bolívar, donde se juega el ascenso a la Liga. La modalidad inicial de juego tenía como objetivo clasificar a tres equipos a la Copa Simón Bolívar. Fue jugado por los equipos subcampeones de las nueve asociaciones departamentales, el subcampeón del Torneo Interprovincial y 2 equipos en su condición de invitados.
La Copa Bolivia dejó de jugarse a partir de la temporada 2017. La ANF centró su argumento en el hecho de que los clubes participantes en la Copa Bolivia 2016, afrontaron problemas de orden organizativo, siendo la falta de recursos económicos el principal escollo.
En 2022 volvería a jugarse la Copa Bolivia, pero esta vez, contaría con clubes de la Primera División. Algo que no ocurrió por problemas con los 16 equipos aficionados, quienes pidieron la postergación del magno campeonato a los clubes de primera división. Los 16 clubes de primera división se negaron, debido al tan ajustado calendario futbolístico y, posteriormente, se dio por cancelada la Copa Bolivia 2022. Todavía no habiendo un nuevo comunicado, se espera que la Copa regrese en 2023 bajo un nuevo formato.

## Ediciones
| N.º | Temporada | Campeón                                       | Subcampeón                                    |
| --- | --------- | --------------------------------------------- | --------------------------------------------- |
| 1   | 2012      | Enrique Happ Real Trópico                     | Ciclón                                        |
| 2   | 2013      | ABB                                           | García Agreda                                 |
| 3   | 2014      | El Torno                                      | Atlético Bermejo                              |
| 4   | 2015      | Solo ganadores por zonas, sin campeón general | Solo ganadores por zonas, sin campeón general |
| 5   | 2016      | Solo ganadores por zonas, sin campeón general | Solo ganadores por zonas, sin campeón general |

## Títulos por equipo
| Club                      | Títulos | Subtítulos | Años campeón | Años subcampeón |
| ------------------------- | ------- | ---------- | ------------ | --------------- |
| ABB                       | 1       | -          | 2013         | ----            |
| Enrique Happ Real Trópico | 1       | -          | 2012         | ----            |
| El Torno FC               | 1       | -          | 2014         | ----            |
| Royal Pari                | 1       |            | 2015         |                 |
| García Agreda             | -       | 1          | ----         | 2013            |
| Ciclón                    | -       | 1          | ----         | 2012            |
| Atlético Bermejo          | -       | 1          | ----         | 2014            |
| Arauco Prado              | -       | 1          | ----         | 2015            |

## Clasificación general
| Pos. | Equipo                               | Departamento | Part. | Tít. | Pts. |
| ---- | ------------------------------------ | ------------ | ----- | ---- | ---- |
| 1.º  | García Agreda                        | Tarija       | 3     | 0    | 42   |
| 2.º  | Destroyers                           | Santa Cruz   | 2     | 1    | 27   |
| 3.º  | Ciclón                               | Tarija       | 1     | 0    | 19   |
| 4.º  | Ramiro Castillo                      | La Paz       | 2     | 0    | 18   |
| 5.º  | ABB                                  | La Paz       | 2     | 1    | 17   |
| 6.º  | Sport Boys Warnes                    | Santa Cruz   | 1     | 0    | 16   |
| 7.º  | El Torno FC                          | Santa Cruz   | 1     | 1    | 16   |
| 8.º  | Atlético Bermejo                     | Tarija       | 1     | 0    | 16   |
| 9.º  | EM Huanuni                           | Oruro        | 2     | 0    | 15   |
| 10.º | Royal Pari FC                        | Santa Cruz   | 1     | 1    | 15   |
| 11.º | Enrique Happ                         | Cochabamba   | 1     | 1    | 14   |
| 12.º | Quebracho Villamontes                | Tarija       | 1     | 0    | 14   |
| 13.º | Stormers                             | Chuquisaca   | 3     | 0    | 13   |
| 14.º | Guaraní                              | Chuquisaca   | 1     | 0    | 13   |
| 15.º | PSJ La Palmera                       | Beni         | 1     | 0    | 12   |
| 16.º | Nueva Cliza                          | Cochabamba   | 1     | 0    | 12   |
| 17.º | Arauco Prado                         | Cochabamba   | 1     | 0    | 12   |
| 18.º | Always Ready                         | La Paz       | 1     | 0    | 10   |
| 19.º | Aurora                               | Cochabamba   | 1     | 0    | 10   |
| 20.º | Deportivo Kivón                      | Beni         | 3     | 0    | 10   |
| 21.º | Fancesa                              | Chuquisaca   | 1     | 0    | 9    |
| 22.º | Calleja                              | Santa Cruz   | 1     | 0    | 9    |
| 23.º | Flamengo                             | Chuquisaca   | 1     | 0    | 9    |
| 24.º | Unión Central                        | Tarija       | 1     | 0    | 9    |
| 25.º | Oruro Royal                          | Oruro        | 2     | 0    | 9    |
| 26.º | 31 de Octubre                        | La Paz       | 1     | 0    | 8    |
| 27.º | Wilstermann Cooperativas             | Potosí       | 2     | 0    | 8    |
| 28.º | San Joaquín Gota de Oro Guayaramerín | Beni         | 1     | 0    | 7    |
| 29.º | Municipal Colcapirhua                | Cochabamba   | 1     | 0    | 6    |
| 30.º | Mariscal Sucre                       | Pando        | 1     | 0    | 6    |
| 31.º | Emilio Alave                         | Potosí       | 2     | 0    | 5    |
| 32.º | Universitario Beni                   | Beni         | 1     | 0    | 5    |
| 33.º | Miraflores                           | Pando        | 1     | 0    | 5    |
| 34.º | San José Pailón                      | Santa Cruz   | 1     | 0    | 4    |
| 35.º | Universitario Pando                  | Pando        | 1     | 0    | 4    |
| 36.º | Deportivo Escara                     | Oruro        | 1     | 0    | 4    |
| 37.º | Deportivo Tiluchi                    | Beni         | 1     | 0    | 4    |
| 38.º | 23 de Marzo Llallagua                | Potosí       | 1     | 0    | 4    |
| 39.º | Universitario de Vinto               | Cochabamba   | 1     | 0    | 3    |
| 40.º | San Juan de San Miguel de Velasco    | Santa Cruz   | 1     | 0    | 2    |
| 41.º | Felipe Hartmann Porco Potosí         | Potosí       | 1     | 0    | 2    |
| 42.º | INTERFI                              | Potosí       | 1     | 0    | 2    |
| 43.º | Universitario de San Simón           | Cochabamba   | 1     | 0    | 1    |
| 44.º | Vaca Díez                            | Pando        | 1     | 0    | 0    |
| 45.º | Real Mapajo                          | Pando        | 1     | 0    | 0    |
| 46.º | Deportivo Kala                       | Oruro        | 1     | 0    | 0    |

- Actualizado hasta la Copa Bolivia 2016